# Студёный (Орловская область)
Студёный — посёлок в Должанском районе Орловской области России. Входит в состав Вышнее Ольшанского сельского поселения.

## География
Посёлок находится в юго-восточной части Орловской области, в лесостепной зоне, в пределах центральной части Среднерусской возвышенности, при железнодорожной линии Ливны — Долгое, на расстоянии примерно 12 километров (по прямой) к северо-востоку от посёлка городского типа Долгое, административного центра района. Абсолютная высота — 213 метров над уровнем моря.

### Климат
Климат умеренно континентальный, с умеренно холодной продолжительной зимой и тёплым летом. Среднегодовая температура воздуха — 4,6 °C. Средняя температура воздуха самого холодного месяца (января) — −9,2 °C (абсолютный минимум — −39 °C); самого тёплого месяца (июля) — 18,8 °C (абсолютный максимум — 38 °С). Продолжительность периода активной вегетации растений колеблется от 137 до 150 дней. Среднегодовое количество атмосферных осадков составляет 515 мм, из которых большая часть выпадает в тёплый период. Снежный покров держится в течение 120—130 дней.

### Часовой пояс
Посёлок Студёный, как и вся Орловская область, находится в часовой зоне МСК (московское время). Смещение применяемого времени относительно UTC составляет +3:00.

## Население
| 2010 |
| ---- |
| 30   |

### Половой состав
По данным Всероссийской переписи населения 2010 года в гендерной структуре населения мужчины составляли 53,3 %, женщины — соответственно 46,7 %.

### Национальный состав
Согласно результатам переписи 2002 года, в национальной структуре населения русские составляли 97 % из 64 чел.